# Gioacchino Torriani
Gioacchino di Giacomo Torriani da Venezia (ur. 1417 w Wenecji, zm. 1 sierpnia 1500 w Rzymie) – włoski duchowny katolicki, dominikanin, 36. generał zakonu dominikańskiego, inkwizytor.
O jego dzieciństwie i wczesnej młodości wiadomo jedynie, że wstąpił do zakonu dominikanów i uczył się filozofii w weneckiej szkole Paolo della Pergolla. W latach 1450–1453 studiował teologię w weneckim konwencie dominikańskim Santi Giovanni e Paolo. Od 1453 przez trzy lata był mistrzem studiów w studium generalnym w konwencie św. Augustyna w Padwie. Od 1456 był członkiem fakultetu teologicznego Uniwersytetu Padewskiego. 22 lutego 1459 uzyskał tytuł Mistrza (Magistra) Teologii. Od 1461 prowadził wykłady z metafizyki na wydziale sztuk uniwersytetu padewskiego i pełnił funkcję regenta studium generalnego w padewskim konwencie św. Augustyna. W latach 1465–1469 i ponownie 1475–1476 był przeorem klasztoru Santi Giovanni e Paolo w Wenecji. W latach 1474–1477 (z kilkumiesięczną przerwą w 1475) sprawował funkcję inkwizytora Vicenzy. Został zdymisjonowany z tej funkcji przez papieża Sykstusa IV, który 14 października 1477 zarządził, że odtąd w okręgu Vicenzy urząd inkwizytorski będą sprawować franciszkanie, a nie jak dotychczas dominikanie.
W latach 1479–1482 Joachim Torriani był prowincjałem dominikańskiej prowincji zakonnej Lombardii Dolnej (północno-wschodnie Włochy), zwanej oficjalnie Prowincją Świętego Dominika. Podczas obrad kapituły generalnej zakonu w Wenecji w 1487 został wybrany generałem całego zakonu dominikańskiego i pełnił tę funkcję aż do śmierci trzynaście lat później.
Torriani był członkiem trybunału papieskiego, który w 1498 skazał na śmierć florenckiego dominikanina Girolamo Savonarolę, oskarżonego o herezję i o dążenie do schizmy z powodu krytykowania papieża Aleksandra VI za niemoralne życie.